# MEncoder
MEncoder ist ein unter der freien GNU General Public License stehendes Kommandozeilenprogramm zum Kodieren und Dekodieren von Videos.
MEncoder ist im MPlayer-Paket enthalten.

## Funktionen
Da MEncoder auf der Codebasis von MPlayer aufbaut, kann er alle Quellen, die auch der MPlayer unterstützt, importieren und in ein anderes Format umwandeln. Man kann MPlayer daher auch dazu benutzen, Filter auf Videos anzuwenden, um das visuelle Ergebnis bereits vor dem eigentlichen Enkodieren zu begutachten. Sollte die Computerhardware zu schwach für das Anwenden der Filter in Echtzeit sein, so kann man versuchen, die Audiospur für die Wiedergabe mit Hilfe des Parameters -nosound zu deaktivieren.
MEncoder ist ferner in der Lage, den Audio- und/oder Video-Stream zu kopieren, wodurch Qualitätsverlust vermieden wird. So ist es beispielsweise möglich, nur eine der beiden Spuren zu bearbeiten, während die andere unverarbeitet (auch nicht erneut kodiert) übernommen wird. Ein Beispiel dafür wäre das Erzeugen einer DivX-Datei aus Fernsehmaterial: Während das Bild in das DivX-Format komprimiert wird, wird der Ton einfach kopiert, wodurch Systemressourcen eingespart werden können. Außerdem ist es so möglich, die Audio- und/oder Video-Streams in einem anderen Containerformat abzuspeichern.
Es existiert eine Vielzahl an Filtern für MPlayer und MEncoder, unter anderem:
- Beschneiden
- Skalierung
- Farbraumkonvertierung
- Letterbox-Erweiterung
- Rotation
- Ändern des Seitenverhältnisses
- Gammakorrektur
- Schärfen
- Rauschunterdrückung
- Deinterlacing
- Reverse Telecine

## Frameratenumwandlung und Zeitlupe
Ein weiteres Feature des MEncoders ist die Frameratenumwandlung. Mit Hilfe der Parameter -ofps oder -speed kann die Geschwindigkeit des Materials geändert werden, indem u. a. der Framestep-Filter benutzt wird, welcher dafür sorgt, dass Frames übersprungen werden.
Durch Verdoppeln der Framerate eines Interlaced-Videomaterials ohne Verdoppeln des Bildinhalts können aus zwei Halbbildern zwei Vollbilder erstellt werden. Dadurch kann man das Videomaterial auch auf Bildschirmen abspielen, die nur Vollbilder unterstützen, ohne dabei Qualität einbüßen zu müssen, wie es bei anderen Deinterlacing-Methoden der Fall ist.